# Liste der Biografien/Kelm
Liste der Biografien |
Portal Biografien |
Personensuche
# |
A |
B |
C |
D |
E |
F |
G |
H |
I |
J |
K |
L |
M |
N |
O |
P |
Q |
R |
S |
T |
U |
V |
W |
X |
Y |
Z |
?
 
Ka |
Kb |
Kc |
Kd |
Ke |
Kf |
Kg |
Kh |
Ki |
Kj |
Kl |
Km |
Kn |
Ko |
Kp |
Kr |
Ks |
Kt |
Ku |
Kv |
Kw |
Ky |
Kx |
Kz
 
Kea |
Keb |
Kec |
Ked |
Kee |
Kef |
Keg |
Keh |
Kei |
Kej |
Kek |
Kel |
Kem |
Ken |
Keo |
Kep |
Ker |
Kes |
Ket |
Keu |
Kev |
Kew |
Kex |
Key |
Kez
 
Kela |
Kelb |
Kelc |
Keld |
Kele |
Kelh |
Keli |
Kelk |
Kell |
Kelm |
Keln |
Kelo |
Kelp |
Kels |
Kelt |
Kelz
Die Liste der Biografien führt alle Personen auf, die in der deutschsprachigen Wikipedia einen Artikel haben. Dieses ist eine Teilliste mit 23 Einträgen von Personen, deren Namen mit den Buchstaben „Kelm“ beginnt.

## Kelm
- Kelm, Adalbert (1856–1939), deutscher Architekt und Marine-Baubeamter
- Kelm, Annette (* 1975), deutsche Fotografin
- Kelm, Benjamin (* 1987), deutscher Schauspieler und Autor
- Kelm, Dominic (* 1988), deutscher Handballspieler
- Kelm, Edwin (1928–2021), bessarabisch-deutscher Bauunternehmer
- Kelm, Erna (1908–1962), deutsches Todesopfer der Berliner Mauer
- Kelm, Hartwig (1933–2012), deutscher Chemiker, Intendant des Hessischen Rundfunks, Präsident der Hochschule Frankfurt
- Kelm, Kurt (1925–2009), deutscher Übersetzer
- Kelm, Martin (* 1930), deutscher Designer
- Kelm, Ralf (* 1950), deutscher Fußballspieler
- Kelm, Roland (* 1954), deutscher Fußballspieler
- Kelm-Kahl, Inge (* 1958), Ärztin, Medizinjournalistin und Autorin

### Kelma
- Kelman, Alfred R. (* 1936), US-amerikanischer Fernsehregisseur und -produzent
- Kelman, Charles (1930–2004), US-amerikanischer Augenarzt
- Kelman, Herbert C. (1927–2022), österreich-amerikanischer Sozialpsychologe und Konfliktforscher
- Kelman, James (* 1946), schottischer Schriftsteller
- Kelman, Stephen (* 1976), britischer Schriftsteller
- Kelman-Ezrachi, Naamah (* 1955), erste Rabbinerin in Israel
- Kelmanow, Raqymschan (* 1998), kasachischer Leichtathlet

### Kelme
- Kelmendi, Albina (* 1998), kosovarische SängerinAlbina Kelmendi (* 1998)

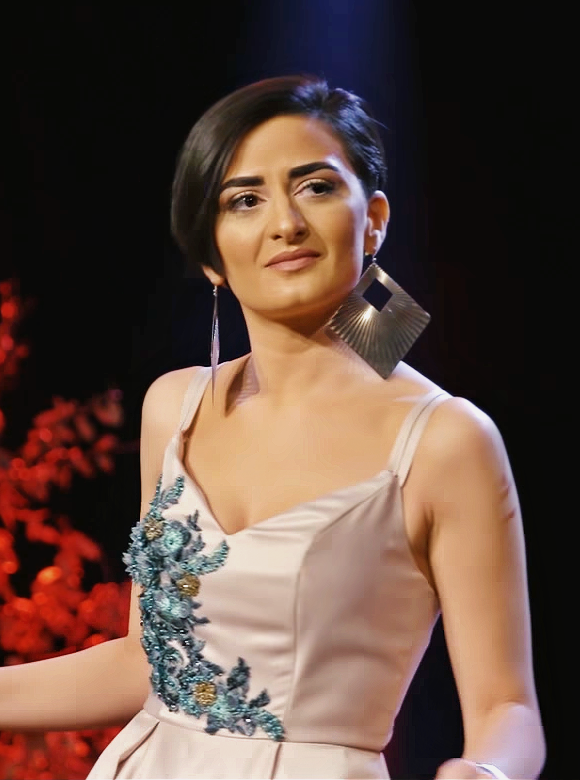
Albina Kelmendi (* 1998)

- Kelmendi, Jeton (* 1978), kosovarischer Schriftsteller
- Kelmendi, Majlinda (* 1991), kosovarisch-albanische Judoka
- Kelmer, Otto (* 1948), deutscher Regisseur, Autor, Künstler, Psychoanalytiker